# Cynanchum viminale
Cynanchum viminale là một loài thực vật có hoa trong họ La bố ma. Loài này được (L.) L. mô tả khoa học đầu tiên năm 1771.